# Antoni van Baar
Antonius van Baar (Eindhoven, 7 mei 1747 - Eindhoven, 4 juni 1830) is een voormalig burgemeester van de Nederlandse stad Eindhoven. Van Baar werd geboren als zoon van burgemeester Rudolphus van Baer en Anna Maria Zeegers. Hij was een broer van de Eindhovense burgemeesters Jacobus Melchior van Baar, Arnoldus van Baar en Joannes Petrus van Baar.
Hij was burgemeester van Eindhoven in 1780 en 1781 en in 1786 was hij lid van het Eindhovens Patriotistisch Genootschap 'de Vaderlandsche Sociëteit Concordia’. In 1786 en 1792 was hij raad van Eindhoven, in 1794 provisioneel drossaard van Eindhoven, in augustus 1798 drossaard van Eindhoven, Gestel, Woensel, Strijp en Stratum, in 1808 schout-civiel en in 1810 schout te Eindhoven, en van 1811 tot maart 1817 vrederechter in kanton Eindhoven.
Hij trouwde 1e te Eindhoven op 28 november 1776 met Barbara Bogaerds, dochter van Antonius Boogers en Theresia van de Wiel, gedoopt te Eindhoven op 28 augustus 1737, begraven in Eindhoven op 17 september 1808. Hij trouwde 2e te Eindhoven op 10 juni 1810 met Maria Anna Rooijackers, weduwe van Godefridus Keijsers, dochter van Jan Rooijackers en Hendrina Smets, gedoopt te Gemert op 6 juli 1755, overleden in Eindhoven op 20 augustus 1827. 